# طحالب بحيرية
الطحالب البحيرية (الاسم العلمي:Limnista) هي دون شعبة من الأحياء تتبع شعبة الطحالب الداكنة من مملكة أسناخ صبغية.

## التصنيف
- الطحالب البحيرية
  - الذهبينية
    - العاثيات الذهبية
      - الطائفة السينورانية
        - الطحالب الذهبية
          - رتبة السينوريات